# Jean-Marc Vincent
Pour les articles homonymes, voir Vincent.
Jean-Marc Vincent est un réalisateur français.

## Biographie
Monteur de formation, Jean-Marc Vincent a travaillé pour France 2 avant de réaliser un jeu vidéo (Urban Runner) et des courts métrages.
Son premier long métrage, Lady Blood, est sorti en 2009.

## Filmographie

### Courts métrages
- 2000 : Noël et les garçons
- 2003 : Wolfpack
- 2006 : Faux Départ
- 2010 : Le Capitaine

### Longs métrages
- 2008 : Lady Blood
- 2010 : Eject
- 2014 : Zombie Club Special Cocktail
- 2022 : Pierrot le fou[2]